# Китайский Новый год

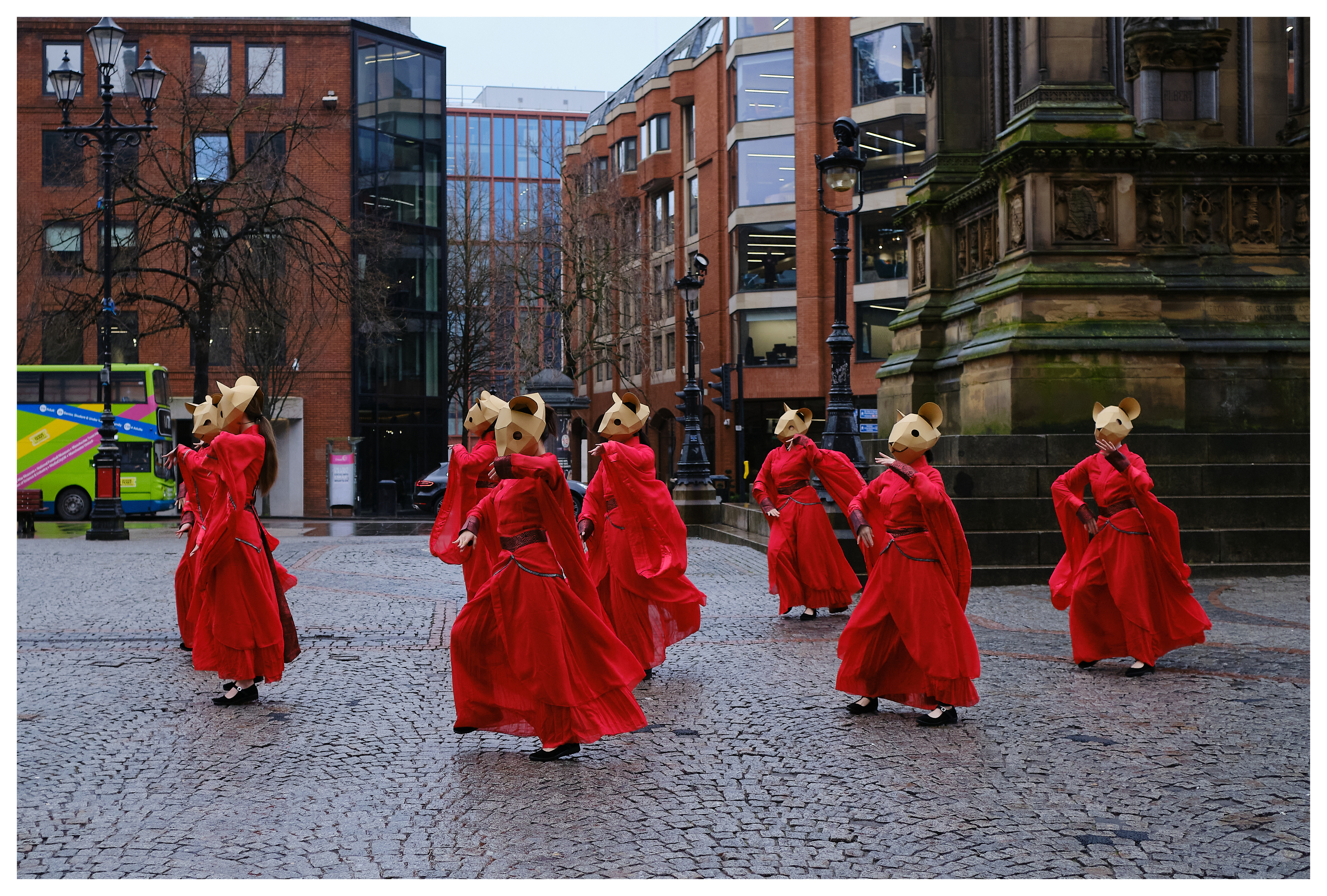
Китайский Новый год в Манчестере

Китайский Новый год, который в дословном переводе называется Праздник весны (кит. трад. 春節, упр. 春节, пиньинь chūnjié, палл. Чуньцзе):12, с давних времён является главным и самым продолжительным праздником в Китае и других странах Восточной Азии:11. Традиционный Новый год приурочен к зимнему новолунию по завершении полного лунного цикла, состоявшегося после зимнего солнцестояния (на второе новолуние после 21 декабря). В григорианском календаре это соответствует одному из дней с 21 января по 20 февраля.
Китайский Новый год часто неофициально называют «лунным новым годом», поскольку он является производным элементом лунно-солнечного китайского календаря, а сама его точная дата определяется на основе лунных фаз. Цикл новогодних празднеств традиционно начинается в первый день первого же месяца кит. 正月, пиньинь zhēngyuè китайского календаря и заканчивается Праздником фонарей:78, который наступает на 15-й день празднований. В эту новогоднюю пору большинство китайцев собираются семьями на свой ежегодный ужин воссоединения.
Первый день Нового года начинают с запуска фейерверков и шутих, а также сжигания благовоний. Фейерверки должны отпугнуть злых духов и привлечь в семью дух умиротворения и счастья. В конце дня семья приветствует возвращение божеств домой после их посещения мира духов, где они «давали отчёт» о прошедшем годе, а затем отдаёт дань уважения предкам.
По мнению китайцев, в этот первый весенний день происходит пробуждение природы, оживают земля и хранимые ей ростки жизни.
Согласно повествованию Шаншу (舜典:2), первый день Нового года стал днём, в который Шунь 舜 (образцовый государь древности) вступил на престол. Юй, получивший престол от него, последовал этому календарному прецеденту.
Китайский Новый год является самым длинным и самым важным праздником в китайском лунно-солнечном календаре. Происхождение этого праздника относится к древним временам, в нынешней форме в нём отражается уважение к мифам, верованиям и традициям, сохранившимся в китайском обществе. Каждый год обозначается одним из 12 зодиакальных животных и цветом по системе «Пяти стихий» («У-син»).

## Мифология праздника
Согласно древнему мифу, в начале каждого нового года китайцы прячутся от чудовища по имени Нянь (по-китайски 年 (nián) означает «год»). Нянь приходит в первый день Нового года, чтобы пожирать скот, зерно и пищевые припасы, а иногда и сельских жителей, особенно детей. Чтобы защитить себя, жители клали еду при входе в помещение, напротив двери, с приходом каждого нового года. Согласно преданию, чем больше будет еды, тем добрее и уступчивее будет зверь, а после того как Нянь насытится приготовленной для него едой, он больше не нападёт на людей и оставит их в покое.
Однажды люди увидели, что Нянь испугался маленького ребёнка, одетого в красную одежду и решили, что он боится красного цвета. С тех пор каждый раз, когда приходит Новый год, люди развешивают красные фонари и красные свитки на окнах и дверях своих жилищ и зажигают фейерверки. По поверьям, эти традиции отпугивают чудовище и вынуждают его обходить поселения.
По данным китайских исследователей, впервые Нянь был упомянут в 1933 г. в произведении "Записки о воспоминаниях Ху Жуань" в главе "Воспоминания о сезонных обычаях".

## Календарь дат
| Год  | Дата начала | Символы        | Символы | Символы            |
| Год  | Дата начала | Животное       | Стихия  | Цвет               |
| ---- | ----------- | -------------- | ------- | ------------------ |
| 2007 | 18 февраля  | Кабан (Свинья) | огонь   | красный            |
| 2008 | 7 февраля   | Крыса (Мышь)   | земля   | жёлтый             |
| 2009 | 26 января   | Бык (Корова)   | земля   | жёлтый             |
| 2010 | 14 февраля  | Тигр           | металл  | белый              |
| 2011 | 3 февраля   | Заяц (Кролик)  | металл  | белый              |
| 2012 | 23 января   | Дракон         | вода    | чёрный, синий      |
| 2013 | 10 февраля  | Змея           | вода    | чёрный, синий      |
| 2014 | 31 января   | Лошадь         | дерево  | бирюзовый, зелёный |
| 2015 | 19 февраля  | Овца           | дерево  | бирюзовый, зелёный |
| 2016 | 9 февраля   | Обезьяна       | огонь   | красный            |
| 2017 | 28 января   | Петух          | огонь   | красный            |
| 2018 | 16 февраля  | Собака         | земля   | жёлтый             |
| 2019 | 5 февраля   | Кабан (Свинья) | земля   | жёлтый             |
| 2020 | 25 января   | Крыса (Мышь)   | металл  | белый              |
| 2021 | 12 февраля  | Бык (Корова)   | металл  | белый              |
| 2022 | 1 февраля   | Тигр           | вода    | чёрный, синий      |
| 2023 | 22 января   | Заяц (Кролик)  | вода    | чёрный, синий      |
| 2024 | 10 февраля  | Дракон         | дерево  | бирюзовый, зелёный |
| 2025 | 29 января   | Змея           | дерево  | бирюзовый, зелёный |

## Празднование
В Китае «Праздник весны» получил символизм и традиционность, несмотря на определённые региональные различия в обычаях и традициях. Обычно китайцы тратят свои деньги на обновки, то есть покупают подарки, украшения, предметы, продукты питания и одежду. Кроме того, каждая семья тщательно убирает своё жильё, считая, что таким образом они очищают свою жизнь от любых неудач и освобождают место для счастья. К праздничному ужину даже те члены семьи, которые работают или учатся в других городах, возвращаются домой, угощаясь разными яствами (самые распространённые — блюда из свинины, утки, курицы и многочисленные виды сладостей и кондитерских изделий, в том числе рисовое печенье няньгао). Заканчивается эта праздничная ночь фейерверками и петардами. Ранним утром следующего дня дети поздравляют своих родителей, желая им здоровья и счастливого Нового года, а в ответ получают пожелания будущих успехов и деньги в красных бумажных конвертах. В отличие от западных стран в Китае мало распространены поздравительные открытки, которые традиционно заменяются красными конвертами. Коллегам также принято дарить деньги в конверте, хотя последние несколько лет популярным подарком становятся разнообразные подарочные сертификаты. Традиционно считается, что празднование китайского Нового года — лучшее время для нахождения примирения в спорах, время, когда необходимо забыть все обиды и искренне желать всем мира и счастья.
Накануне нового года, с 20:00 по пекинскому времени, многие китайцы смотрят традиционный новогодний гала-концерт по Центральному телевидению Китая, сокращённо именуемый «чуньвань» (кит. 春晚) и проводимый ежегодно с 1983 года.

## Официальные праздничные даты
Китайский Новый год отмечается как государственный праздник в ряде стран и территорий, где проживает значительное количество китайцев. Большинство правительств этих стран назначают выходные дни, когда дата праздника приходится на рабочие дни недели. В других странах мира этот праздник не считается официальным и трактуется как обычный рабочий день, только с определёнными признаками китайских культурных традиций, хотя в тех местах, где компактно живут китайские эмигранты, всегда проходят праздничные представления и фейерверки.
Несмотря на то, что во многих мировых культурах не принято громко и на официальном уровне праздновать китайский праздник, чиновники этих стран всегда учитывают в эти дни многочисленные миграционные потоки, поскольку рабочие-мигранты из Китая из всех уголков мира пытаются вылететь домой, чтобы воссоединиться на предновогоднем ужине со своими родственниками. Этот сезон путешествий китайцев называется Чуньюн (кит. трад. 春運, упр. 春运, пиньинь chūnyùn), и многие работодатели считаются с этим явлением, признавая его как официальный срок отпуска или каникул для своих китайских сотрудников.

## Распространённость
В Китае этот праздник значим не только для ханьцев, но и для национальных меньшинств. Его отмечают маньчжуры, яо, чжуаны, гаошань, дауры, дун, ли, буи и другие этнические группы.
Праздник также отмечается во многих странах мира. Кроме того, наблюдается значительное влияние этого фестиваля и его традиций на празднование подобных новогодних событий в смежных с Китаем культурах (японской, корейской, монгольской, тибетской и других). Кроме того, Лунный Новый год благодаря распространению китайских эмигрантов по всему миру стал праздноваться и играть свою культурную роль в других, далёких от Китая странах.